# Rsync
rsync és una aplicació informàtica i un protocol de comunicació per sistemes estil Unix, tot i que existeixen versions per als sistemes Windows i Mac OS X, que sincronitza fitxers i directoris des d'una ubicació cap a una altra tot minimitzant la transferència de dades fent servir el delta encoding quan cal. Una propietat important de rsync que no es troba a la majoria de programes/protocols similars, és que la rèplica es fa amb només una connexió en cada sentit, facilitant-ne l'ús darrere dels tallafocs. L'rsync també permet fer còpia de fitxers i directoris fent servir compressió o recursivitat.